# Nationalversammlung (Kambodscha)
Die Nationalversammlung des Königreichs Kambodscha (Khmer រដ្ឋសភា នៃ ព្រះរាជាណាចក្រ កម្ពុជា Radhsphea ney Preah Recheanachakr Kampuchea; englisch National Assembly of the Kingdom of Cambodia; französisch Assemblée Nationale du Royaume du Cambodge) ist das Unterhaus im Zweikammersystem des politischen Systems von Kambodscha. Ihr Sitz ist Phnom Penh.
In die Nationalversammlung werden seit 2018 125 (ab 2003 123, 1998 122, 1993 120) Abgeordnete für jeweils fünf Jahre nach dem Verhältniswahlrecht gewählt.

## Wahlen
Parlamentswahlen fanden vom 23. bis 28. Mai 1993, am 26. Juli 1998, am 27. Juli 2003, am 27. Juli 2008, am 28. Juli 2013 und am 29. Juli 2018 statt.